# Stefano Masciolini
Stefano Masciolini (Roma, 24 luglio 1984) è un attore italiano.

## Biografia
Dopo essersi diplomato nel 2003, Stefano Masciolini studia recitazione, mentre frequenta la facoltà di Scienze e tecnologie applicate. Il suo debutto come attore avviene nel 2004 con il film Le avventure acquatiche di Steve Zissou di Wes Anderson, in cui Masciolini compare nel ruolo di un marinaio.
In seguito Stefano Masciolini lavorerà in varie produzioni cinematografiche italiane come K. Il bandito (2007) di Martin Donovan, Un giorno perfetto (2008) di Ferzan Özpetek, Questo piccolo grande amore (2009) di Riccardo Donna e Cocapop (2010) di Pasquale Pozzessere.
In televisione recita in vari episodi delle serie televisive R.I.S. Delitti Imperfetti 5, Don Matteo 6, Tutti pazzi per amore 2 e 3, I liceali 3 e Baciati dall'amore. Nel 2009 ha inoltre preso parte come concorrente alla sesta edizione della trasmissione televisiva Ballando con le stelle.
Dal 19 febbraio 2012 è nel cast di Provaci ancora prof! 4, in onda su Rai Uno.